# Kocierzew Południowy
Kocierzew Południowy – wieś w Polsce położona w województwie łódzkim, w powiecie łowickim, siedziba gminy Kocierzew Południowy, nad rzeką Witonią (Lutonią).
W latach 1975–1998 miejscowość administracyjnie należała do województwa skierniewickiego.

## Części wsi
| SIMC    | Nazwa | Rodzaj    |
| ------- | ----- | --------- |
| 0729066 | Błoto | część wsi |

Inne części wsi: Biedaków,  Rurki, Stara Wieś. 

## Zabytki
Według rejestru zabytków Narodowego Instytutu Dziedzictwa na listę zabytków wpisane są obiekty:
- zespół kościoła parafialnego pw. św. Wawrzyńca, 2 poł. XIX:
  - kościół, nr rej.: 547-A z 26.07.1980 (wybudowany w latach 1871-1873 w stylu neoromańskim)
  - cmentarz kościelny, nr rej.: 967-A z 27.06.1994